# Cerkev sv. Janeza Krstnika, Bukovica
Cerkev sv. Janeza Krstnika je podružnična cerkev župnije Šentvid pri Stični, ki stoji južno od vasi Bukovica na strmem pobočju.

## Opis
Vas Bukovica leži v ozki dolini severno od Šentvida sredi katere si vije potok Bukovica. Sama vas se sicer omenja že leta 1225, medtem ko se prva omemba cerkve sv. Janeza Krstnika, ki leži na strmem pobočju, zasledi šele leta 1642. Kljub pozni letnici prve omembe pa velja za najstarejšo podružnico Šentviške župnije. Temeljito je bila prezidana v 17. stoletju, tako izgubila prvotno gotsko podobo, pridobila pa nov obok v prezbiteriju in ladji, bila povišana in pridobila zvonik. Večina opreme cerkve je sicer večina iz 19. stoletja, kljub temu pa premore starejše pripomočke za bogoslužje (mašni plašč, kadilnica in kelih), ki so tudi večje umetniške vrednosti.